# Show Me Love (canção de Alicia Keys)
"Show Me Love"  é uma canção da cantora, compositora e produtora americana Alicia Keys com a participação do cantor Miguel. Lançado em 17 de Setembro de 2019  como o primeiro single de seu sétimo álbum de estúdio, Alicia (2020). Uma versão remix  com participação do rapper americano 21 Savage foi lançada em 4 de novembro de 2019.. Show Me Love foi enviada as rádios Urban Adulto Contemporâneo (Urban AC) em 20 de Setembro e alcançou a primeira posição da parada Adult R&B Airplay.

## Composição
Show Me Love é uma suave balada de R&B e soul sobre todos os sentimentos que surgem quando se está apaixonado. Foi escrita por Keys, Miguel, Daystar Peterson, Morgan Matthews e produzida por Morgan Matthew e Keys.  Ainda conta com a participação  de Raphael Saadiq na guitarra.

### Parceria com Miguel
Em entrevista a Bianca Gracie para o portal Stereogum ela falou sobre a música e a parceria com Miguel.
"Se eu fosse compará-la com uma música minha de antes, ela tem essa sensação de “Diary” porque é pessoal, sensual e é como se você pudesse se perder nela. E Miguel é meu cara. Ele é um artista incrível. Fiquei tão feliz por podermos nos conectar novamente, porque na verdade fizemos alguns shows juntos antes. Escrevemos juntos um pouco e depois não fizemos nada por um minuto. Portanto, esta foi uma reconexão legal.

## Videoclipe
Foram lançados dois videoclipes para a música. Um oficial intitulado "Show Me Love (Visual Sonic Experience)" em 17 de Setembro de 2019,  e outro para a versão remix em 7 de Novembro de 2019.
Show Me Love (Visual Sonic Experience) apresenta uma experiência sonora visual e é dividido em apenas dois núcleos, onde mostra um homem (Michael B. Jordan) e dois casais (Alicia, Miguel, Zoë Saldaña e seu marido Marco Perego) que buscam um ao outro meio ao desespero. A estética do vídeo é minimalista, com efeitos incríveis, resultados da soma da utilização do slow motion com a simulação de chuva que molha os dançarinos. Foi produzido pela Anonymous Content em parceria com Mahlin Diamond e Nina Soriano e dirigido por Cara Stricker que auxiliou Keys a revelar a jornada duradoura do amor em câmera lenta.
Em sua página oficial do Twitter declarou:
| “ | “Estive nessa jornada para ser mais vulnerável; na minha vida, na minha música; e essa nova experiência visual reflete esse tempo. As mais variadas experiências do amor: amor próprio, amor pelo outro, amor por criar, amor espiritual. Show Me Love é a minha expressão sonora visual dessa jornada." | ” |

## Recepção da Crítica
O site BET.com escreveu:"em seu novo projeto, Alicia Keys é a verdadeira tradução do ‘ser artista’ — em todos os sentidos”. Tom Breihan do portal Stereogum disse que "Show Me Love” é uma faixa graciosa e despojada sobre duas pessoas se rendendo uma à outra e que Miguel é o tipo de pessoa que precisa fazer duetos com Alicia Keys.  Desire Thompson da Vibe disse que "o amor é nutrido e adorado no novo single que leva a artista vencedora do Grammy de volta ao básico.
Althea Legaspi da Rolling Stone elogiou o videoclipe dizendo ser "elegante e que apresenta tomadas em câmera lenta e coreografia graciosa, com cada indivíduo parecendo dançar em direção a seu parceiro, espelhando os temas da música sobre a dança de amor e sedução e as emoções de desejo que cercam a paixão. John Pereira do portal Audiograma também elogiou o videoclipe dizendo que "é maravilhoso e também pode ser chamado de obra de arte".

## Performances ao Vivo
A primeira performance de Show Me Love ocorreu no iHeart Radio Music Festival em Las Vegas em 21 de setembro de 2019. Alicia também performou no Global Citizen Festival em 28 de setembro de 2019, no Central Park da cidade de Nova York.

## Faixas e formatos
| Download Digital |                             |         |  |
| N.º              | Título                      | Duração |  |
| 1.               | "Show Me Love" (com Miguel) | 3:14    |  |

| Download Digital - Remix |                                         |         |  |
| N.º                      | Título                                  | Duração |  |
| 1.                       | "Show Me Love" (com 21 Savage & Miguel) | 3:59    |  |

## Desempenho nas tabelas musicais
Show Me Love estreou em número 90 na Billboard Hot 100 fazendo sua 25ª entrada na principal parada musical dos Estados Unidos, sua última entrada na parada havia sido em 2012 com seu hit Girl On Fire que atingiu a 11ª posição. Nas rádios Urban AC, Show Me Love se tornou a música mais executada e alcançou o topo na parada Adult R&B Airplay, totalizando sua 11ª música em #1. Até Outubro de 2019 a música havia sido adicionada a mais de 87 estações de rádio e teve mais de 7,75 milhões de ouvintes.
| \| Tabela musical (2019) \| Melhor posição \| \| ---------------------------------------------------- \| -------------- \| \| Estados Unidos (Billboard Hot 100)[30] \| 90 \| \| Estados Unidos (R&B/Hip-Hop Songs)[31] \| 41 \| \| Estados Unidos (Adult R&B Airplay)[29] \| 1 \| \| Estados Unidos (Hot R&B Songs)[32] \| 9 \| \| Estados Unidos (R&B Digital Songs Sales)[33] \| 5 \| \| Estados Unidos (R&B/Hip-Hop Airplay)[34] \| 8 \| \| Estados Unidos (R&B/Hip-Hop Digital Songs Sales)[35] \| 17 \| |                |
| Tabela musical (2019) | Melhor posição |
| Estados Unidos (Billboard Hot 100) | 90             |
| Estados Unidos (R&B/Hip-Hop Songs) | 41             |
| Estados Unidos (Adult R&B Airplay) | 1              |
| Estados Unidos (Hot R&B Songs) | 9              |
| Estados Unidos (R&B Digital Songs Sales) | 5              |
| Estados Unidos (R&B/Hip-Hop Airplay) | 8              |
| Estados Unidos (R&B/Hip-Hop Digital Songs Sales) | 17             |

## Certificações
| País           | Provedor | Vendas  | Certificação |
| -------------- | -------- | ------- | ------------ |
| Estados Unidos | RIAA     | 500.000 | Ouro         |

## Histórico de lançamento
| País           | Data                   | Versão          | Formato          | Gravadora       |
| -------------- | ---------------------- | --------------- | ---------------- | --------------- |
| Mundo          | 17 de Setembro de 2019 | Versão do álbum | Download digital | Sony Music, RCA |
| Mundo          | 17 de Setembro de 2019 | Versão do álbum | Streaming        | Sony Music, RCA |
| Estados Unidos | 20 de Setembro de 2019 | Versão do álbum | Radio Urban AC   | Sony Music, RCA |
| Mundo          | 30 de outubro de 2019  | Remix           | Download digital | Sony Music, RCA |
| Mundo          | 30 de outubro de 2019  | Remix           | Streaming        | Sony Music, RCA |